# Munira Thabit
Munira Thabit (1902-1967), también conocida como Mounira Thabet (en árabe: منيرة ثابت‎) fue una periodista y escritora egipcia, conocida por ser una de las primeras periodistas que pidieron igualdad para mujeres y varones. Fue la primera mujer en inscribirse en la Escuela Francesa de Derecho de El Cairo y la primera en obtener una licence en droit (el título de grado francés para el Derecho), lo que la habilitó para ejercer su profesión ante los tribunales mixtos de Egipto. Pese a su reconocimiento como la primera mujer abogada de su país, las trabas para practicar la abogacía debidas a su género la impulsaron a seguir una carrera como escritora.  

## Primeros años
Munira Thabit nació en 1902 o posiblemente en 1906 en Alejandría y tuvo una madre turcoegipcia que había recibido educación, junto a un padre que era empleado en el Ministerio del Interior. Los detalles de su vida son escasos, dado que intencionalmente no añadió anécdotas a sus memorias, para dirigir la atención a los asuntos públicos y políticos. Asistió a la Escuela Italiana de El Cairo, donde aprendió los rudimentos del inglés y el italiano, y luego fue a una escuela primaria estatal. Después de recibir su diploma de la secundaria en 1924, escribió una carta abierta al parlamento para condenar la Constitución de Egipto de 1923, que no le permitía a las mujeres participar de los procesos electorales ni ser candidatas. En 1925 se inscribió en la Escuela Francesa de Derecho de El Cairo y posteriormente recibió su licence en droit en París en 1933, con lo que se convirtió en la primera mujer abogada en Egipto. Solamente se le permitió presentar casos ante los tribunales mixtos y se topó con muchas trabas para la participación femenina, así que se orientó hacia el periodismo.

## Carrera

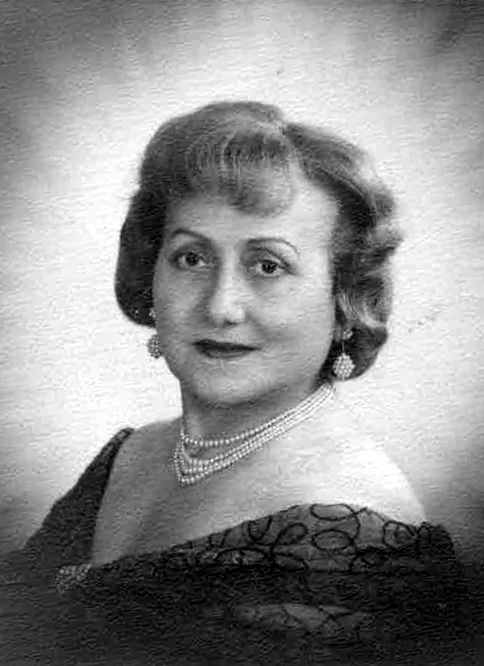
Fotografía de Munira Thabit adquirida por el Foro de las Mujeres y la Memoria de Egipto.

Entre 1923 y 1933, Thabit luchó para participar en la Unión Feminista Egipcia (en árabe: الاتحاد النسائي المصري‎). Dado que provenía de un contexto de clase media, las mujeres de élite que dirigían la organización impidieron que ella y sus ideas ingresaran allí. Thabit consideraba que las mujeres merecían la igualdad en todas las áreas de la sociedad: la educación, el matrimonio y el trabajo, así como en su elección de usar o no usar el velo islámico. Thabit fundó la revista en francés l’Espoir en 1925 y un año más tarde, con la ayuda del periodista Abd al-Qadir Hamza inició al-Amal, la primera publicación periódica wafdista dirigida a mujeres. Se casó con Hamza, pero el matrimonio pronto se separó y los dos medios tuvieron impresiones esporádicas durante su tutela. Más tarde comenzó a escribir artículos para Al-Ahram por invitación de Antun Jumayyil, actividad en la que permaneció hasta la muerte de él en 1948. Durante sus estudios universitarios en Francia, Thabit asistió a una conferencia internacional de periodismo en Colonia (Alemania) como representante de Egipto, ya que se la consideraba la máxima exponente del periodismo egipcio en su época.
Cuando Thabit obtuvo su título de grado en Derecho, la Unión Feminista la invitó, junto con otras recién graduadas a una fiesta en honor de sus logros y, por primera vez, se le permitió insertar algunos temas que eran importantes para ella en su agenda de los derechos de la mujer. Tuvo que reconocer la construcción de la élite acerca del rol de las mujeres en la sociedad para tener alguna influencia en sus programas o políticas. Escribió un artículo sobre el tratado anglo-egipcio de 1936 para criticarlo. En 1938 participó del Congreso de Mujeres Orientales en El Cairo, donde abogó por el nacionalismo árabe. En 1939, por invitación de Huda Sha'arawi, la presidenta de la Unión Feminista, Thabit y Saiza Nabarawi asistieron a una conferencia de la Alianza Internacional de Mujeres en Copenhague. A Thabit se le advirtió que no debía incluir ninguna referencia a una agenda revolucionaria ni hablar de derechos políticos y se la alentó a hablar de pacifismo y aceptación del orden colonial existente. De estas conferencias provino la inspiración para su libro rojo de 1939 —una referencia a algo en peligro—, titulado La causa de Palestina (en árabe: قضية فلسطين‎), como respuesta al libro blanco del Reino Unido y con el fin de desafiar el imperialismo occidental.
Thabit no era pacifista, de hecho, se burló de la creación de la Organización de las Naciones Unidas. Deseaba que las mujeres egipcias abrevaran de su herencia y recordaran que, en el pasado, antes de la occidentalización, las mujeres habían gobernado el país. En 1946 escribió una serie de artículos para denunciar las negociaciones entre Ernest Bevin, el secretario exterior británico y el primer ministro egipcio, Isma'il Sidqi Pasha acordaron que los ingleses evacuarían Alejandría y El Cairo pero regresarían si había alguna agresión en las fronteras. El mismo año, publicó sus memorias, Una revolución en la torre de marfil: Mis memorias de veinte años de lucha por los derechos políticos de las mujeres (en árabe: مذكراتي في عشرين عاما عن حقوق المرأة السياسية‎), enfocadas exclusivamente en los comentarios públicos y políticos que hizo en su vida, para combatir las afirmaciones de que las mujeres eran incapaces de hacer análisis serios y que se enfocaban en historias tontas.
Durante su carrera, Thabit brindó una ayuda clave para fundar el Sindicato de Periodistas de Egipto. En la década de 1950, presionó al Ministerio de Educación para que removiera las restricciones que hacían que las mujeres casadas tuvieran que renunciar a sus empleos como profesoras o maestras. Además, sirvió como voluntaria civil de defensa durante la guerra del Sinaí de 1956 y al año siguiente se postuló infructuosamente para un cargo en el Parlamento de Egipto. En 1960 cerró al-Amal cuando el presidente Nasser decretó que todas la prensa debía afiliarse al Sindicato Nacional y nacionalizarse bajo el control del gobierno. Para ese momento, Thabit ya estaba perdiendo la vista y tuvo que viajar al extranjero para recibir una operación que le devolvería dicho sentido. Falleció en El Cairo, en septiembre de 1967.

## Obra seleccionada
- Qadiyat Filistin: ra'i al-mar'a al-Misriya fi-l-kitab al-abyad al-injlizi (en árabe: قضية فلسطين : رأي المرأة المصرية في الكتاب الأبيض الإنجليزي‎) [La causa de Palestina: La opinión de una mujer egipcia sobre el papel blanco del Reino Unido] (en árabe). El Cairo: رابطة التضامن الأدبي. 1939. OCLC 4770419694.
- Thawra fi-l-birj al 'aji: mudhakkirati fi 'ishrin 'aman 'an ma'rakat huquq al-mar'a al-siyasiya (en árabe: ثورة في البرج العاجي : مذكراتي في عشرين عاما عن حقوق المرأة السياسية‎) [Una revolución en la torre de marfil: Mis memorias de veinte años de lucha por los derechos políticos de las mujeres] (en árabe). El Cairo: دار المعارف. 1946. OCLC 4770048838.

### Citas
1. ↑  Ashour, Ghazoul y Reda-Mekdashi, 2008, p. 503.
2. ↑  Hanno, 2014.
3. 1 2 3 4 5 6  Goldschmidt, 2000, p. 212.
4. 1 2  Ashour, Ghazoul y Reda-Mekdashi, 2008, p. 112.
5. 1 2 3  Dahab, 2010.
6. 1 2  Zaki, 2013.
7. 1 2 3  Mariscotti, 2008, p. 93.
8. ↑  Haghani, 2008, p. 82.
9. ↑  Mariscotti, 2008, p. 95.
10. 1 2 3 4 5  Goldschmidt, 2000, p. 213.
11. ↑  Lanfranchi, 2014, p. 246.
12. ↑  Lanfranchi, 2014, pp. 245–246.
13. ↑  Mariscotti, 2008, pp. 120–121.
14. 1 2  Mariscotti, 2008, p. 121.
15. ↑  Mariscotti, 2008, p. 127.
16. ↑  Cohen, 2014, p. 36.
17. ↑  King y Hill, 1997, p. 165.
18. ↑  Curran y Park, 2005, p. 158.